# معركة ميتوريوس
كانت  معركة ميتوريوس  (بالإنجليزية: Battle of the Metaurus)‏ من المعارك المحورية خلال الحرب البونيقية الثانية والتي دارت بين الرومان والقرطاجيين في عام 207 ق.م، بالقرب من نهر ميتوريوس في إيطاليا.
وكان القرطاجيون بقيادة صدربعل برقا شقيق حنبعل، الذي كان من المفترض قادماً إلى إيطاليا لتقديم المعدات والتعزيزات التي تلزم أخيه من أجل هزيمة الرومان. وكانت قيادة الجيوش الرومانية لماركوس ليفيوس وجايوس كلاوديوس نيرو.
كان نيرو قد خاض لتوه معركة جرومنتيوم أمام حنبعل، على بعد بضع مئات من الكيلومترات جنوب نهر ميتوريوس، ثم لحق بجيش ماركوس ليفيوس دون أن يلاحظه أي من حنبعل أو صدربعل بحيث وجد القرطاجيون أنفسهم فجأة أمام جيش يفوقهم عدداً.

## التحضير للمعركة
كانت حملة صدربعل لدعم أخيه في إيطاليا تسير على ما يرام بل وبمعدل جيد حتى هذه اللحظة. وبعد هروبه ببراعة من بابليوس سكيبيو في هسبانيا، أمضى شتاء عام 208 ق.م في عبور بلاد الغال. انتظر صدربعل حتى ربيع عام 207 ق.م لعبور جبال الألب في شمال إيطاليا، والتي نجح في عبورها مع فيلته في وقت أقل مما فعل أخيه قبل عشر سنوات.
كانت روما لا تزال تعاني من سلسلة من الهزائم المدمرة أمام حنبعل منذ عشر سنوات، كما أن احتمال حدوث قتال مع اثنين من أبناء حملقار برقا في وقت واحد، أصاب الرومان بالرعب. أرسل روما القنصلين جايوس كلاوديوس نيرو وماركوس ليفيوس لمواجهة حنبعل وصدربعل برقا على التوالي. ولم يبدأ أي من القنصلين هدفه المقصود في البداية، فقد تهربت قوة نيرو وهي أكثر من 40,000 جندي من مواجهت حنبعل بشكل علني، ولعب معه لعبة القط والفأر غير المجدية في قلورية. وفي الوقت نفسه، نشر ماركوس ليفيوس جيشه في الحصون في جميع أنحاء إيطاليا، ليسمح لصدربعل بالمرور جنوبا إلى ما بعد ميتورويوس حتى بلدة سينا.
أرسل صدربعل رسلاً إلى حنبعل الذي ليخبروه بقرب وصول التعزيزات. كان صدربعل يأمل بأن يلتقي الجيشان القرطاجيان في جنوب أومبريا. إلا أنه قبض على رسل صدربعل، وسقطت خطته في أيدي نيرو. زحف نيرو بسرعة شمالاً مع 7,000 رجل منهم 1,000 فارس، وذلك للانضمام إلى ماركوس ليفيوس. أدرك نيرو خطورة الوضع والتهديد الهائل الذي قد ينتج عندما يندمج الجيشين القرطاجيين ويتجها إلى روما. تجاهل نيرو طلب إذن مجلس الشيوخ لتنفيذ خطته، بدلاً من ذلك أرسل إليهم من ينصحهم بتنظيم دفاعاتهم لحماية أنفسهم.

## تجمع الجيشين الرومانيين
وصل جيش نيرو إلى جيش ليفيوس بسرعة، والذي كان يخيم في سينا مع قوات والي المنطقة «بورسيوس». وكان صدربعل يخيم على بعد نصف ميل شمالاً. كان نيرو قد وصل بجيشه ليلاً خلسة، ولم يُكتشف وجوده حتى اليوم التالي عندما إصطف الرومان لخوض المعركة. صفّ صدربعل جيشه بشكل جيد، طبقاً لمعلوماته التي جمعها في اليوم السابق. لاحظ صدربعل أن جيش ليفيوس يبدو أكبر مما كان عليه في الليل، وبالأخص فرسانه. تذكر صدربعل أنه استمع إلى بوق في المخيم الروماني يبشر وصول شخصية مهمة في الليلة السابقة، تماماً كما كان معتاداً أن يحدث خلال حربه مع الرومان في هسبانيا. استنتج صدربعل من ذلك أنه يواجه الآن جيشين رومانيين. أصابه التوتر، وقرر سحب قواته من الميدان.
مر بقية اليوم دون اشتباك، فلم يرغب الرومان في التقدم ليواجهوا تحصينات صدربعل. عند حلول الظلام، قاد صدربعل بهدوء جيشه من معسكره بقصد الانسحاب إلى بلاد الغال، حيث سيتمكن من إقامة اتصالات مع حنبعل بأمان. وخلال السير، خانه دلائل جيشه، وتركوه على طول ضفاف نهر ميتوريوس، يبحث عبثا عن نقطه للعبور.
مر الليل دون أي تغيير في محنة صدربعل، وجاء الصباح ليجد نفسه محاصراً على ضفاف النهر، وعدداً كبيراً من جنوده الغاليين في حالة سكر. مع اقتراب فرسان الرومان بسرعة، ومن خلفهم الفيالق الرومانية، إضطر صدربعل للاستعداد للمعركة.

## اصطفاف الجنود
وفقا لتيتوس ليفيوس، فقد كان لدى الرومان أربعة فيالق أي يساوي 32,000 - 40,000 جندي، بما في ذلك حلفائهم مع حوالي 7,000 جندي برفقة كلاوديوس نيرو. ولذلك، فمن المؤكد أن الرومان كانوا أقل عددا بكثير. لكن القرطاجيون كانوا يفتقر إلى العدد الكافي من الفرسان، والتي كان لدى الرومان عددا كبيرا منهم.
كمعظم الجيوش القرطاجية، كان جيش صدربعل مزيجاً من عرقيات مختلفة، بما في ذلك الأيبيريون والليغوريون والغاليين، وعدد قليل من الجنود ذوي الأصول الإفريقية.
كانت ميمنة الجيش القرطاجي على شاطئ نهر ميتوريوس وميسرته تحيط بها طبيعة جبلية تجعل من الوصول إليها أمراً صعباً. كلف صدربعل فرسانه بحماية ميمنته ضد الفرسان الرومان المتفوقة عددا والتي يمكن أن تطوقه من ميمنته، في الوقت الذي كانت فيه ميسرته تحرسها التلال والوديان. جعل صدربعل جنوده الأيبيريين، المسلحين بالدروع والسيوف في ميمنته وهم أفضل جنوده، مع قوات الإفريقية القليلة العدد. وكان قلب الجيش يتكون من الليغوريين الذين لم يكونوا مدربين تدريباً جيداً. وأخيراً، جعل جنوده الغاليين في الميسرة الغير منظمين، أملاً في أن تحميهم التضاريس التي حولهم. كما كان مع صدربعل عشرة أفيال في جيشه.
قاد ماركوس ليفيوس ميسرته بنفسه، وجعل ميمنته تحت قيادة جايوس كلاوديوس نيرو، التي ستواجه الجنود الغاليين الذين لا يمكن الوصول إليهم، أما القلب فكان تحت قيادة بورسيوس. جعل ليفيوس الفرسان الرومان في الميسرة في مواجهة سلاح الفرسان القرطاجي.

## المعركة
بدأت المعركة عندما شنت ميسرة الرومان هجومها على ميمنة القرطاجيين. ثم بعد ذلك بقليل، هاجم قلب الجيش الروماني ميمنة القرطاجيين أيضاً. ثبتت ميمنة وقلب الجيش القرطاجي في البداية.
كافح كلاوديوس نيرو في ميمنة الرومان، للتغلب على التضاريس التي سدت طريقه إلى الغاليين غير المستعدين في ميسرة جيش صدربعل، ثم رأى أنه من العبث إضاعة المزيد من الوقت في محاولة الوصول إليهم، فأخذ نصف رجاله وقادهم ليدعم ميسرة الرومان. لم تتحمل ميمنة القرطاجيين التي تتألف من الأيبيريين، هذا الهجوم المزدوج ليفيوس من القلب ونيرو في الميمنة. فأصيبوا بحالة من الذعر وتراجعوا إلى قلب الجيش القرطاجي فحدث ارتباك شامل، وهكذا واجه قلب الجيش القرطاجي هجوما ثلاثياً، بورسيوس في القلب وليفيوس من الجناح ونيرو من الخلف، في الوقت الذي استطاع الفرسان الرومان فيه هزيمة الفرسان القرطاجيين تماما. ومع تراجع القرطاجيين، حاول صدربعل الانسحاب. طارد الرومان القرطاجيين المنسحبين، لم يلقوا أي مقاومة من الغاليين غير المستعدين. وقع معظم الضحايا القرطاجيين خلال هذا الانسحاب العشوائي.
وجد القائد القرطاجي أنه لا حيلة له تجاه هذا الموقف، كما كانت احتمالات هروب تكاد تكون معدومة، لم يكن راغباً في أن يقع في الأسر لذا عاد ليقاتل ليموت بشرف.

## النتائج
لم يبد نيرو أي احترام لعدوه المهزوم، فأمر بفصل رأس صدربعل عن جسده وإلقائها في معسكر حنبعل.
بعد مقتل أخيه وهزيمة ومقتل جنوده، فقد حنبعل الأمل في وصول المساعدات من قرطاجنة التي كانت مشغولة للغاية بالحرب في إفريقية. وعندما قاد سكيبيو الإفريقي حملته ضد قرطاجنة، غادر حنبعل إيطاليا. التقى القائدان في معركة زاما في عام 202 ق.م، حيث واجه كأخيه قوة متفوقة عليه من حيث العدد والكفاءة، أدى حنبعل معركة جيدة ولكنه هُزم.
ربما لو نجح صدربعل برقا باللحاق بشقيقه، لتغيرت نتائج الحرب البونيقية الثانية تماماً. لو أن التعزيزات وصلت إلى حنبعل، لأصبح جيشه ضخماً وكان سيتمكن من مهاجمة روما نفسها. وفي حالة حصار من هذا القبيل، فمن المحتمل جداً أن تنجح قوات حنبعل في إسقاط المدينة. وحتى لو لم تقع روما في أيدي حنبعل، فإن جيشه كان سيتسبب في إشاعة الرعب في جميع أنحاء روما. كانت معركة ميتوريوس حاسمة لصالح روما.

## معرض صور

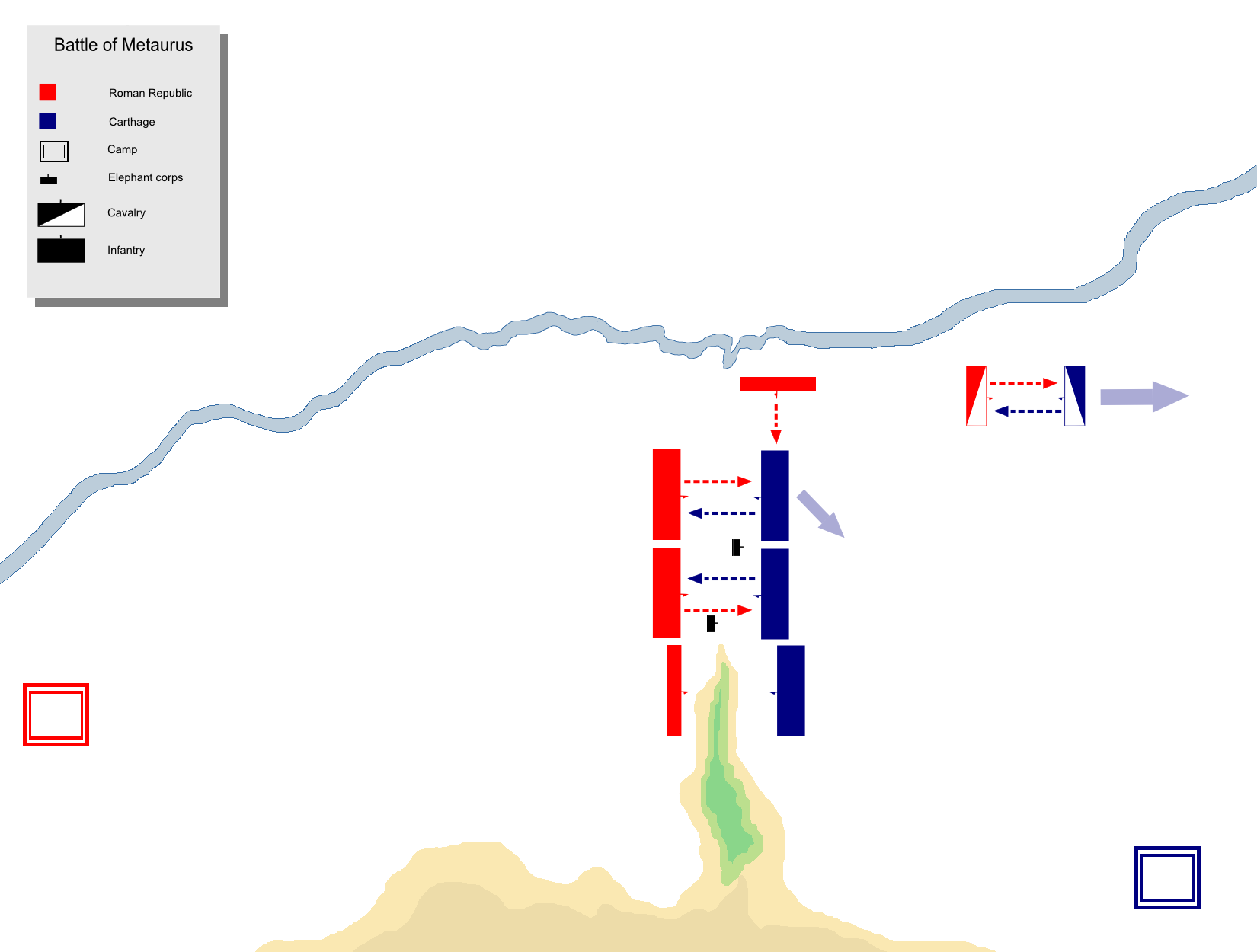
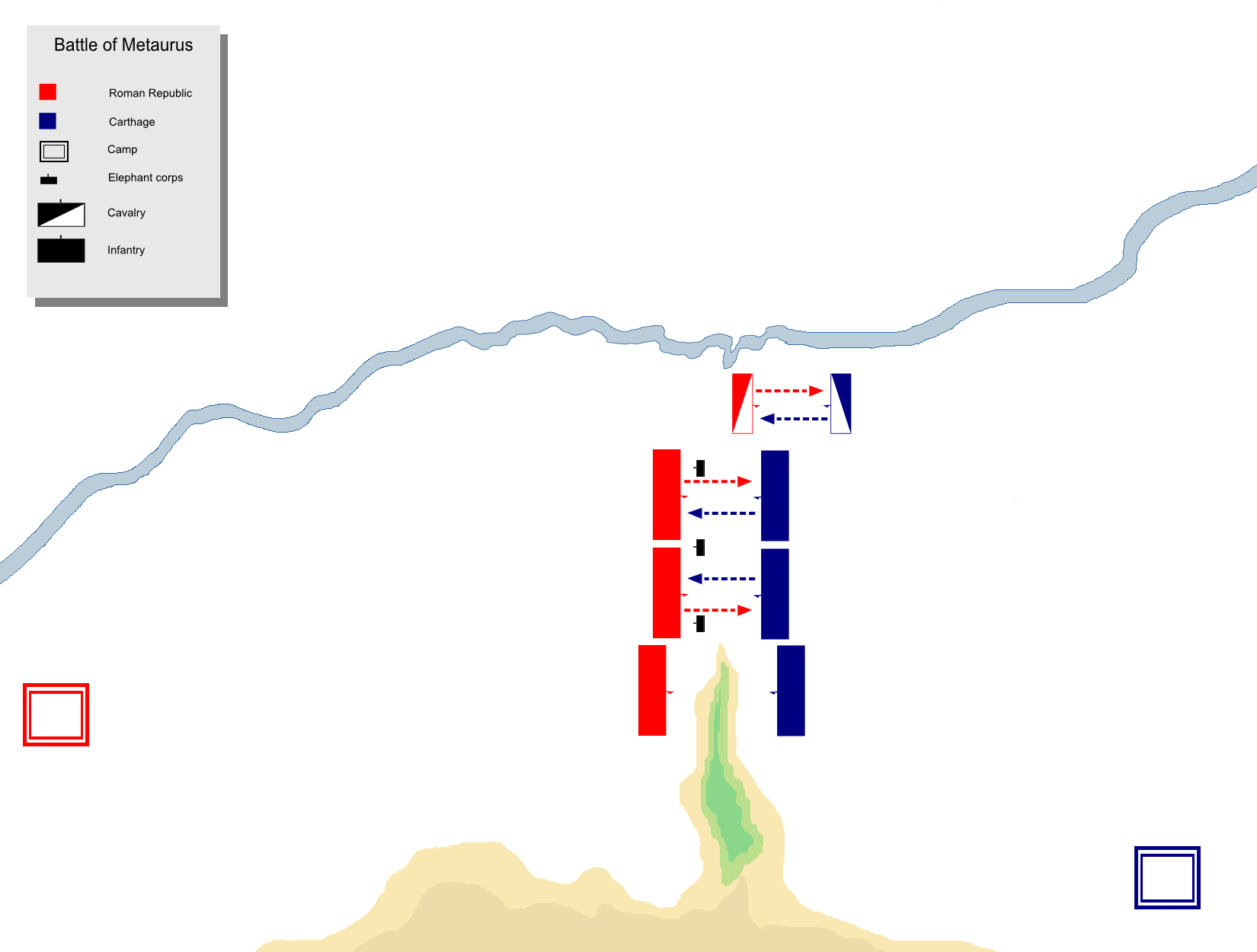
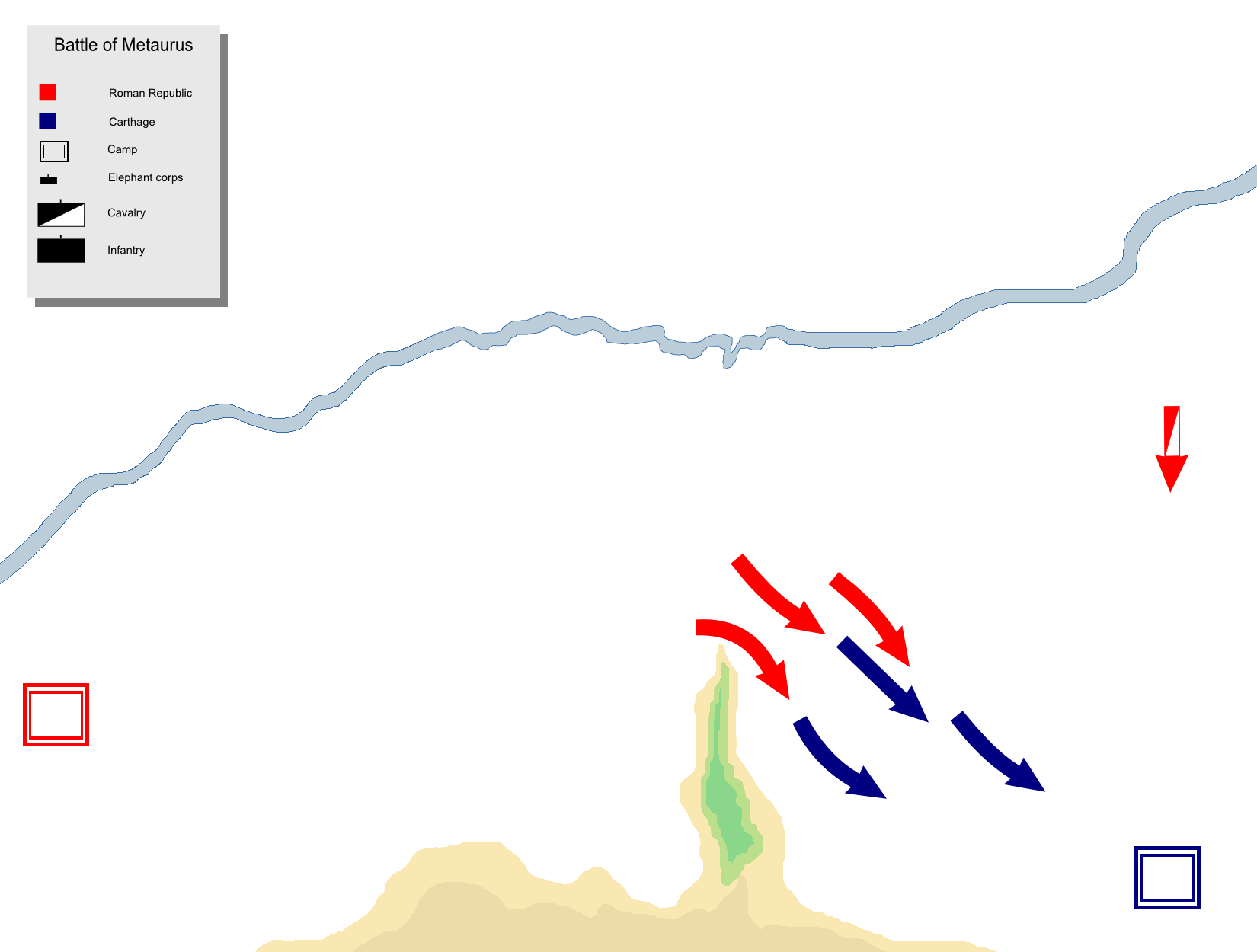
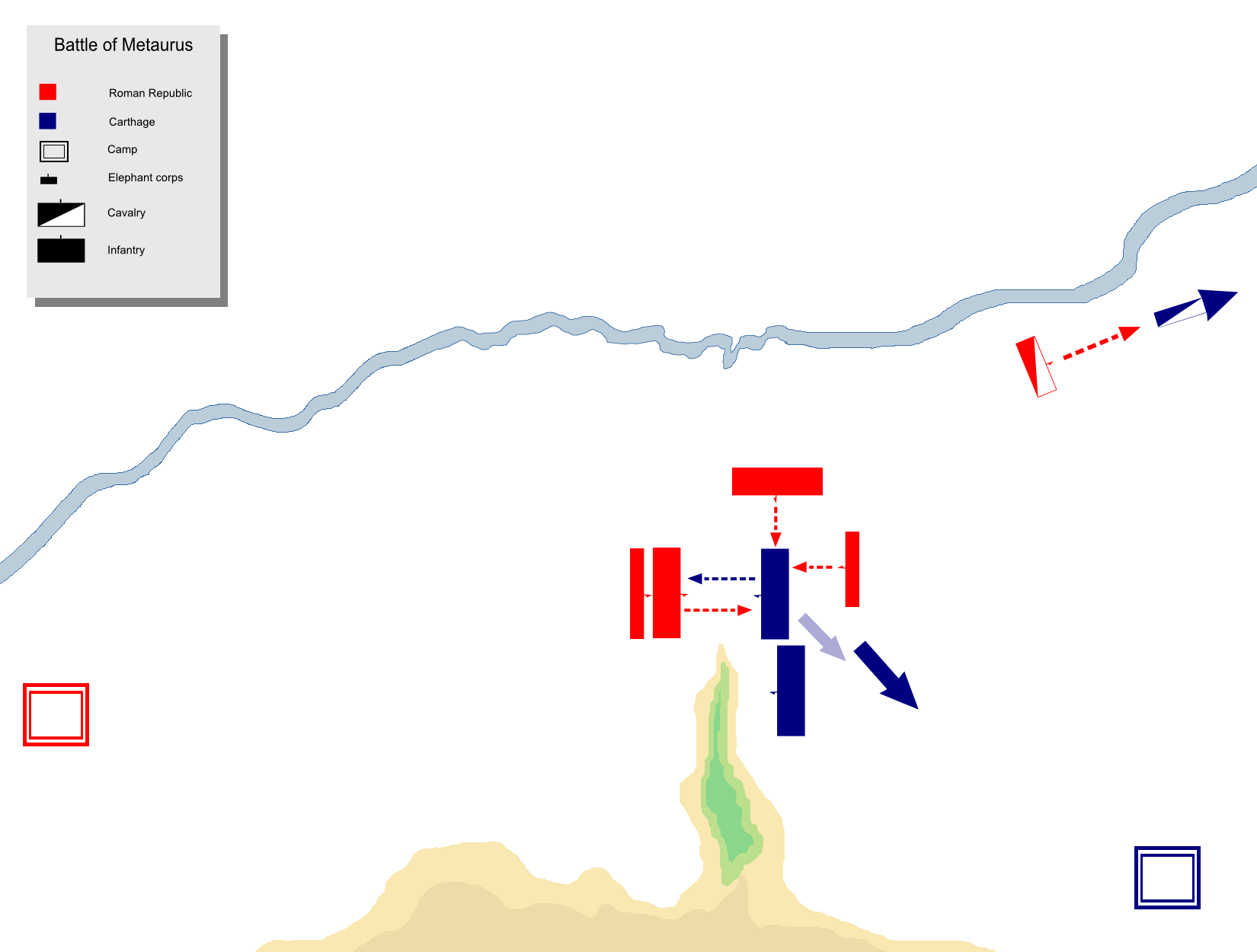